# 밀애 (2002년 영화)
《밀애》(영어: Ardor)는 변영주 감독의 멜로 영화이다.

## 캐스팅
- 김윤진 : 미흔 역
- 이종원 : 인규 역
- 계성용 : 호경 역
- 김민경 : 영우 역
- 윤다경 : 은연 역
- 김민채 : 예선 역
- 하승리 : 수진 역
- 홍세나 : 이숙 역
- 김태욱 : 동욱 역
- 권철 : 예선남편 역
- 박서인 : 인규부인 역
- 정성갑 : 교장선생님 역
- 최양현 : 서점직원 역
- 원성민 : 연못인부 역
- 선동현 : 연못인부 역
- 윤하영 : 다방종업원 역
- 박영식 : 주유소직원 역
- 배흥엽 : 미용실주인 역
- 이경호 : 인규친구들 역
- 이준원 : 인규친구들 역
- 오숙재 : 인규친구들 역
- 김소원 : 인규친구들 역
- 김태정 : 부희 역
- 지기환 : 부희 남편 역
- 임백규 : 부희 시아버지 역
- 심서연 : 부희 아이 역
- 서임단 : 경운기할머니 역
- 이관순 : 바랑할머니 역
- 김미순 : 나들할머니 역
- 김학두 : 평상할아버지 역
- 박송수 : 평상할아버지 역
- 장병인 : 평상할아버지 역
- 류병대 : 읍내남자 역
- 이성년 : 버스기사 역
- 박선영 : 버스학생 역
- 정윤은 : 버스학생 역
- 정상현 : 버스할아버지 역
- 장수범 : 버스할아버지 역
- 강찬호 : 취객남 역
- 성정서 : 취객남 역
- 김종완 : 취객남 역
- 조규삼 : 관광지사내들 역
- 백승엽 : 관광지사내들
- 서원상 : 승용차남자 역
- 리민 : 목소리 역
- 손병호 : 은연남편 역 (특별출연)
- 이혜경 : 미흔어머니 역 (특별출연)

## 수상
- 2002년 제23회 청룡영화상
  - 여우주연상 - 김윤진
- 2002년 제5회 디렉터스 컷 시상식
  - 올해의 연기자상 - 김윤진
- 2002년 제7회 여성관객영화상
  - 최고의 여자배우상 - 김윤진